# امره باتور
امره باتور (به ترکی استانبولی: Emre Batur) (زاده ۲۱ آوریل ۱۹۸۸ در توقات) والیبالیست اهل ترکیه عضو تیم ملی والیبال ترکیه و باشگاه هالک بانک آنکارا است.
باتور در سال ۲۰۱۲ به عنوان باارزش‌ترین بازیکن قهرمانی اروپا انتخاب شد و توانست در همین سال به همراه ترکیه مدال نقره و در سال ۲۰۱۰ مدال نقره این مسابقات را کسب کند. باتور ۶ دوره به همراه تیم‌های توقات، فنرباغچه و هالک بانک توانست قهرمان لیگ ترکیه شود و دو بار نیز نایب قهرمانی را تجربه کند. امره در سال ۲۰۱۳ نیز قهرمانی کاپ اروپا را با ترکیه به دست آورد.